# Список королев Франции

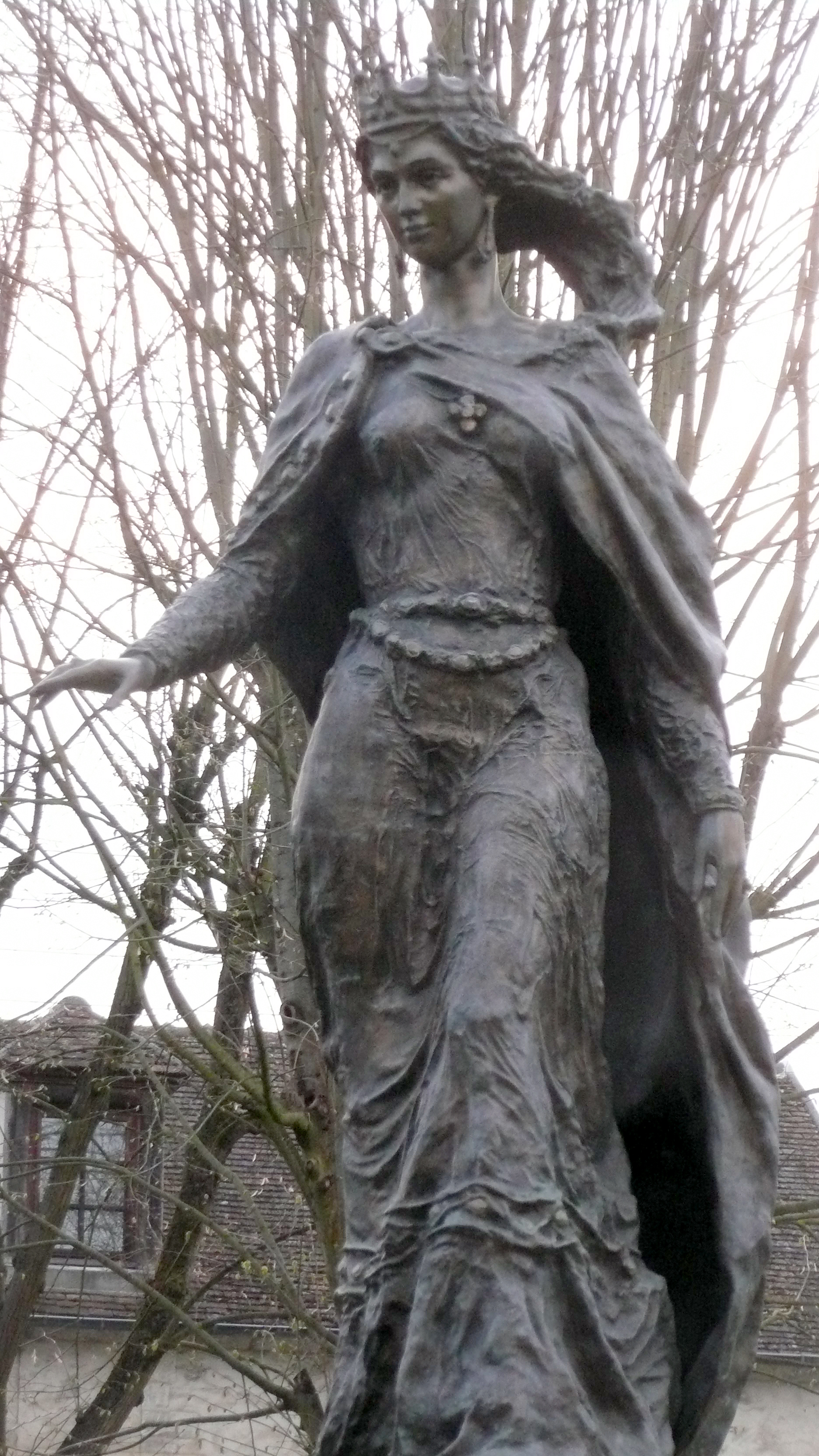
Анна Ярославна, королева Франции, статуя в Санлисе

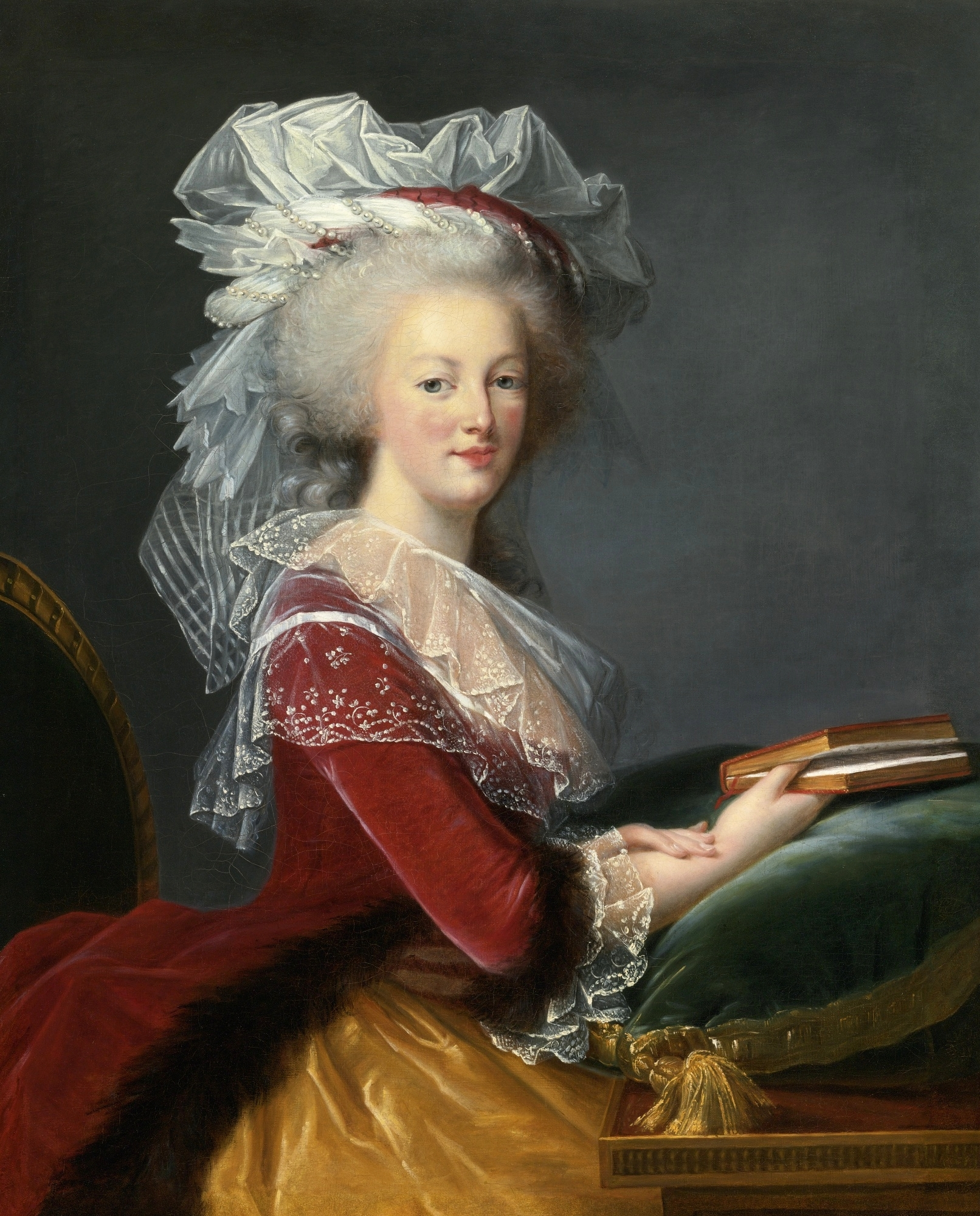
Мария-Антуанетта, супруга Людовика XVI; обезглавлена во время Французской революции

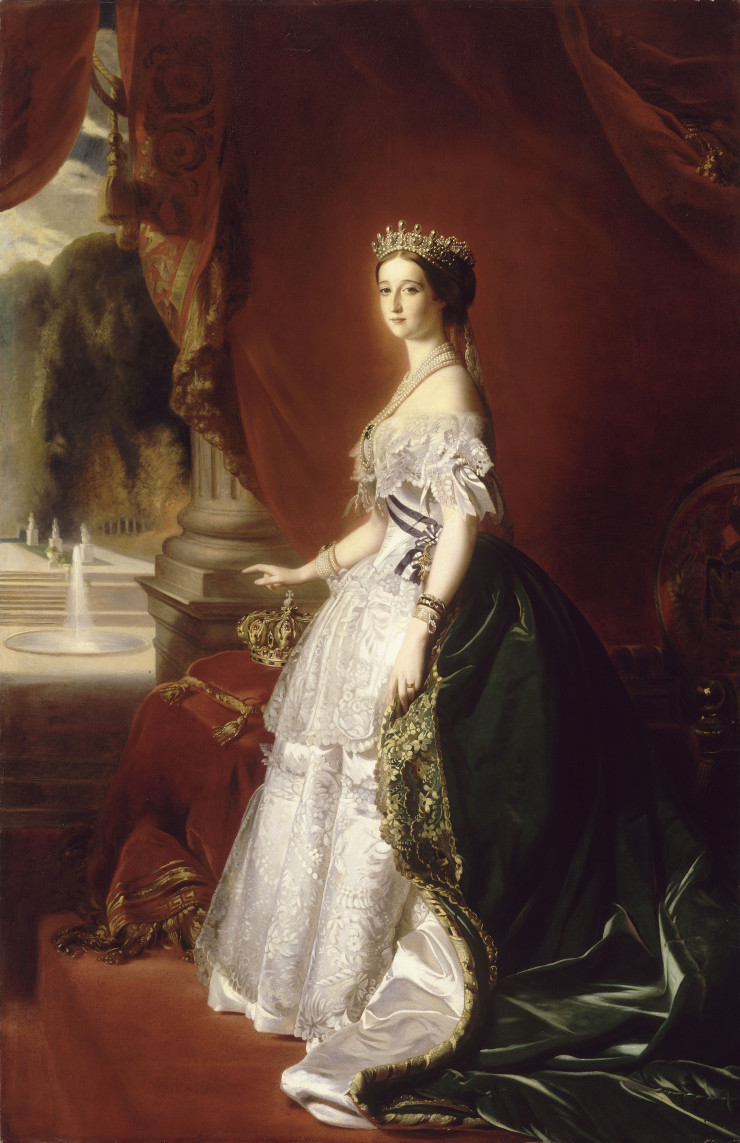
Евгения де Монтихо, последняя французская императрица

Ниже приводится список королев и императриц Франции, бывших в этом ранге на правах супруги царствующей особы. Поскольку в соответствии с законами Франции престол мог занимать только мужчина, ни одна женщина в истории этой страны единолично официально не правила.
Начиная с 987 года известно 49 королев, 3 императрицы и одна супруга короля без титула королевы (Мадам де Ментенон).
Ингеборга Датская и Анна Бретонская были королевами Франции больше одного раза, причём Ингеборгу муж лишал статуса королевы (а затем вернул его), а Анна была женой двух разных королей. Мария-Жозефина Савойская (дочь сардинского короля Виктор Амадея III, супруга Людовика XVIII) была королевой де-юре (титулярной) в период Французской республики и Французской империи, но де-факто (действительной) королевой так и не стала.
Титул королевы Наварры
В 1285—1328 годах короны Наварры и Франции были объединены в результате брака Иоанны I Наваррской, правящей королевы Наварры, с королём Франции Филиппом IV. Вследствие этого, их три сына — Людовик X, Филипп V и Карл IV — были королями Франции и Наварры. Соответственно, их супруги носили титул «королевы Франции и Наварры». Со смертью младшего сына, Карла IV, корона Наварры — на более чем 200 лет — вышла из титула короля Франции, вплоть до воцарения короля Генриха IV Великого (1589), который снова объединил оба титула и теперь уж навсегда.
В 1620 году Наварра окончательно подчинилась короне Франции, однако монархи, наряду с другими титулами, продолжали использовать титул «король Наварры» до 1791 года. Их супруги носили тот же титул. Во время Реставрации (1814—1815) на короткий период был восстановлен титул «короля Наварры», во время революции 1830 года титул был окончательно упразднён. Представители династии Бонапартов и Орлеанского дома титул «короля Наварры» не использовали.

## Династия Каролингов
| Изображение | Имя                   | Дом                         | Рождение        | Брак           | Королева с      | Коронация | Королева до     | Смерть              | Муж                  |
| ----------- | --------------------- | --------------------------- | --------------- | -------------- | --------------- | --------- | --------------- | ------------------- | -------------------- |
|             | Ирментруда Орлеанская | Удальрихенгеры              | 27 сентября 830 | 13 декабря 842 | 13 декабря 842  |           | 6 октября 869   | 6 октября 869       | Карл II Лысый        |
|             | Ришильда Прованская   | Бозониды                    | ок. 845         | 870            | 870             |           | 5/6 октября 877 | 2 июня 910          | Карл II Лысый        |
|             | Аделаида Парижская    | Жерардиды (Матфридинги)     | ок. 850—853     | февраль 875    | 5/6 октября 877 |           | 10 апреля 879   | 10 ноября 901       | Людовик II Заика     |
|             | Рихарда Швабская      | Ахалольфинги (Бертольдинги) | ок. 840         | 862            | 12 декабря 884  |           | 13 января 888   | 18 сентября 894—896 | Карл Толстый         |
|             | Теодрада де Труа      |                             | 868             | 884            | 29 февраля 888  |           | 3 января 898    | 903                 | Эд I                 |
|             | Фредеруна             |                             | 887             | 907            | 907             |           | 917             | 917                 | Карл III Простоватый |
|             | Огива Уэссекская      | Уэссекс                     | 902             | 7 октября 919  | 7 октября 919   |           | 922             | после 955           | Карл III Простоватый |
|             | Беатриса де Вермандуа | Гербертинги-Каролинги       | ок. 880         | 895            | 922             |           | 923             | после 931           | Роберт I             |
|             | Эмма Французская      | Робертины                   | 894             | 921            | 13 июля 923     |           | 934             | 934                 | Рауль I              |
|             | Герберга Саксонская   | Людольфинги                 | ок. 913         | 939            | 939             |           | 10 сентября 954 | 5 мая 984           | Людовик IV           |
|             | Эмма Италийская       | Бозониды                    | ок. 948         | 965            | 965             |           | 2 марта 986     | ?                   | Лотарь               |
| Изображение | Имя                   | Дом                         | Рождение        | Брак           | Королева с      | Коронация | Королева до     | Смерть              | Муж                  |

## Династия Капетингов
| Изображение | Имя                    | Дом                                                | Рождение       | Брак             | Королева с         | Коронация          | Королева до                         | Смерть          | Муж                     |
| ----------- | ---------------------- | -------------------------------------------------- | -------------- | ---------------- | ------------------ | ------------------ | ----------------------------------- | --------------- | ----------------------- |
|             | Аделаида Аквитанская   | Дом де Пуатье                                      | ок. 945        | 970              | 3 июля 987         |                    | 24 октября 996                      | 1004            | Гуго Капет              |
|             | Сусанна Итальянская    | Иврейский дом                                      | ок. 955        | 988              | 996                |                    | 996                                 | 7 февраля 1003  | Роберт II Благочестивый |
|             | Берта Бургундская      | Вельфы (1-й дом)                                   | ок. 964        | 997              | 997                |                    | сентябрь 1001                       | 16 января 1010  | Роберт II Благочестивый |
|             | Констанция Арльская    | Прованский дом                                     | 986            | 1003             | 1003               |                    | 20 июля 1031                        | 25 июля 1032    | Роберт II Благочестивый |
|             | Матильда Фризская      | Бруноны                                            | ок. 1024       | 1034             | 1034               |                    | 1044                                | 1044            | Генрих I                |
|             | Анна Ярославна         | Рюриковичи                                         | ок. 1024       | 19 мая 1051      | 19 мая 1051        |                    | 4 августа 1060                      | 1075            | Генрих I                |
|             | Берта Голландская      | Герульфинги                                        | ок. 1058       | 1072             | 1072               |                    | 1092                                | 30 июля 1093    | Филипп I                |
|             | Бертрада де Монфор     | Монфоры                                            | ок. 1070       | 15 мая 1092      | 15 мая 1092        |                    | 29 июля 1108                        | 1117            | Филипп I                |
|             | Аделаида Савойская     | Савойский дом                                      | 1092           | 28 марта 1115    | 28 марта 1115      |                    | 1 августа 1137                      | 18 ноября 1154  | Людовик VI              |
|             | Элеонора Аквитанская   | Дом де Пуатье                                      | 1122           | 22 июля 1137     | 1137               | ?                  | 21 марта 1152 аннулирование         | 1 апреля 1204   | Людовик VII             |
|             | Констанция Кастильская | Анскариды Бургундия (Кастильская ветвь)            | 1141           | 1154             | 1154               | 1154               | 1160                                | 1160            | Людовик VII             |
|             | Адель Шампанская       | Блуа                                               | ок. 1140       | 1160             | 1160               | ?                  | 18 сентября 1180                    | 4 июня 1206     | Людовик VII             |
|             | Изабелла де Эно        | Фландрский дом (ветвь графов Эно)                  | 23 апреля 1170 | 28 апреля 1180   | 28 апреля 1180     | 29 мая 1180        | 15 марта 1190                       | 15 марта 1190   | Филипп II               |
|             | Ингеборга Датская      | Эстридсены                                         | 1174           | 14 августа 1193  | 14 августа 1193    | 15 августа 1193    | 5 ноября 1193 раздельное проживание | 29 июля 1236    | Филипп II               |
|             | Агнесса Меранская      | Андекс-Мераны                                      | около 1180     | 1 июня 1196      | 1 июня 1196        | ?                  | 1200 развод                         | 20 июля 1201    | Филипп II               |
|             | Ингеборга Датская      | Эстридсены                                         | 1174           | 14 августа 1193  | 1200 воссоединение |                    | 14 июля 1223 смерть супруга         | 29 июля 1236    | Филипп II               |
|             | Бланка Кастильская     | Анскариды Бургундия (Кастильская ветвь)            | 4 марта 1188   | 22 мая 1200      | 14 июля 1223       | 6 августа 1223     | 8 ноября 1226                       | 26 ноября 1252  | Людовик VIII            |
|             | Маргарита Прованская   | Барселона (Прованская ветвь)                       | c. 1221        | 27 мая 1234      | 27 мая 1234        | ?                  | 25 августа 1270                     | 21 декабря 1295 | Людовик IX              |
|             | Изабелла Арагонская    | Барселона (Арагонская ветвь)                       | 1247           | 28 мая 1262      | 25 августа 1270    | не коронована      | 28 января 1271                      | 28 января 1271  | Филипп III              |
|             | Мария Брабантская      | Лувенский дом                                      | 1254           | 21 августа 1274  | 21 августа 1274    | 24 июня 1275       | 5 октября 1285                      | 10 января 1321  | Филипп III              |
|             | Иоанна I Наваррская    | Дом де Блуа-Шампань                                | ок. 1271       | 16 августа 1284  | 5 октября 1285     | ?                  | 4 апреля 1305                       | 4 апреля 1305   | Филипп IV Красивый      |
|             | Маргарита Бургундская  | Капетинги Старший Бургундский дом (основная линия) | 1290           | 23 сентября 1305 | 29 ноября 1314     | не была коронована | 15 августа 1315                     | 15 августа 1315 | Людовик X Сварливый     |
|             | Клеменция Венгерская   | Анжуйская династия (Капетинги)                     | 1293           | 19 августа 1315  | 19 августа 1315    | 24 августа 1315    | 5 июня 1316                         | 12 октября 1328 | Людовик X Сварливый     |
|             | Жанна Бургундская      | Шалонский дом                                      | 1291           | 1307             | 20 ноября 1316     | ?                  | 3 января 1322                       | 21 января 1330  | Филипп V Длинный        |
|             | Бланка Бургундская     | Шалонский дом                                      | ок. 1296       | 1308             | 3 января 1322      | не коронована      | 19 мая 1322                         | апрель 1326     | Карл IV Красивый        |
|             | Мария Люксембургская   | Люксембурги                                        | 1304           | 21 сентября 1322 | 21 сентября 1322   | 15 мая 1323        | 26 марта 1324                       | 26 марта 1324   | Карл IV Красивый        |
|             | Жанна д’Эврё           | Дом д'Эврё                                         | 1310           | 5 июля 1325      | 5 июля 1325        | 11 мая 1326        | 1 февраля 1328 смерть супруга       | 4 марта 1371    | Карл IV Красивый        |
| Изображение | Имя                    | Дом                                                | Рождение       | Брак             | Королева с         | Коронация          | Королева до                         | Смерть          | Муж                     |

## Дом Валуа(Главная линия) из династии Капетингов
| Изображение | Имя                            | Дом                               | Рождение            | Брак                     | Королева с              | Коронация        | Королева до                    | Смерть           | Муж              |
| ----------- | ------------------------------ | --------------------------------- | ------------------- | ------------------------ | ----------------------- | ---------------- | ------------------------------ | ---------------- | ---------------- |
|             | Жанна Бургундская (Хромоножка) | Капетинги Старший Бургундский дом | 1293                | июль 1313                | 1 февраля/1 апреля 1328 | 29 мая 1328      | 12 сентября 1348               | 12 сентября 1348 | Филипп VI        |
|             | Бланка Наваррская              | Дом д'Эврё (Наварра)              | 1330—1333           | январь 1349 или 1350     | январь 1349 или 1350    | не коронована    | 22 августа 1350 смерть супруга | 5 октября 1398   | Филипп VI        |
|             | Жанна Овернская                | Овернь                            | 8 мая 1326          | 13 февраля 1349          | 22 августа 1350         | 26 сентября 1350 | 29 сентября 1360               | 29 сентября 1360 | Иоанн II Добрый  |
|             | Жанна де Бурбон                | Бурбоны                           | 3 февраля 1338      | 1350                     | 8 апреля 1364           | 19 мая 1364      | 4 февраля 1378                 | 4 февраля 1378   | Карл V Мудрый    |
|             | Изабелла Баварская             | Виттельсбахи                      | ок. 1370            | 17 июля 1385             | 17 июля 1385            | 1389             | 21 октября 1422 смерть супруга | 24 сентября 1435 | Карл VI Безумный |
|             | Мария Анжуйская                | Анжуйская линия Валуа             | 1401?               | 18 декабря 1422          | 18 декабря 1422         | ?                | 22 июля 1461 смерть супруга    | 1463             | Карл VII         |
|             | Шарлотта Савойская             | Савойский дом                     | между 1440 and 1445 | 14 февраля? ноября? 1451 | 22 июля 1461            | ?                | 30 августа 1483 смерть супруга | 1 декабря 1483   | Людовик XI       |
|             | Анна Бретонская                | Дом де Дрё                        | 25 января 1477      | 6 декабря 1491           | 6 декабря 1491          | 8 февраля 1492   | 7 апреля 1498 смерть супруга   | 9 января 1514    | Карл VIII        |
| Изображение | Имя                            | Дом                               | Рождение            | Брак                     | Королева с              | Коронация        | Королева до                    | Смерть           | Муж              |

## Дом Валуа (Орлеанскаяветвь) из династии Капетингов
| Изображение | Имя                                     | Дом     | Рождение       | Брак            | Королева с                      | Коронация      | Королева до                  | Смерть         | Муж         |
| ----------- | --------------------------------------- | ------- | -------------- | --------------- | ------------------------------- | -------------- | ---------------------------- | -------------- | ----------- |
|             | Жанна Французская, герцогиня Беррийская | Валуа   | 23 апреля 1464 | 8 сентября 1476 | 7 апреля 1498 воцарение супруга | Не коронована  | декабрь 1498 аннулирование   | 4 февраля 1505 | Людовик XII |
|             | Анна Бретонская                         | Дом Дрё | 25 января 1477 | 8 января 1499   | 8 января 1499                   | 18 ноября 1502 | 9 января 1514                | 9 января 1514  | Людовик XII |
|             | Мария Тюдор                             | Тюдоры  | 18 марта 1496  | 9 октября 1514  | 9 октября 1514                  | 5 ноября 1514  | 1 января 1515 смерть супруга | 25 июня 1533   | Людовик XII |
| Изображение | Имя                                     | Дом     | Рождение       | Брак            | Королева с                      | Коронация      | Королева до                  | Смерть         | Муж         |

## Дом Валуа (Ангулемскаяветвь) из династии Капетингов
| Изображение | Имя                   | Дом                           | Рождение        | Брак            | Королева с                      | Коронация                                             | Королева до                   | Смерть          | Муж         |
| ----------- | --------------------- | ----------------------------- | --------------- | --------------- | ------------------------------- | ----------------------------------------------------- | ----------------------------- | --------------- | ----------- |
|             | Клод Французская      | Валуа-Орлеан                  | 14 октября 1499 | 18 мая 1514     | 1 января 1515 воцарение супруга | 10 мая 1517                                           | 20 июля 1524                  | 20 июля 1524    | Франциск I  |
|             | Элеонора Австрийская  | Габсбурги (Испанская ветвь)   | 15 ноября 1498  | 4 июля 1530     | 4 июля 1530                     | 5 марта 1532                                          | 31 марта 1547 смерть супруга  | 25 февраля 1558 | Франциск I  |
|             | Екатерина Медичи      | Медичи                        | 13 апреля 1519  | 28 октября 1533 | 31 марта 1547 воцарение супруга | 10 июня 1549                                          | 10 июля 1559 смерть супруга   | 5 января 1589   | Генрих II   |
|             | Мария Стюарт          | Стюарты                       | 8 декабря 1542  | 24 апреля 1558  | 10 июля 1559 воцарение супруга  | Не коронована как уже коронованная королева Шотландии | 5 декабря 1560 смерть супруга | 8 февраля 1587  | Франциск II |
|             | Елизавета Австрийская | Габсбурги (Австрийская ветвь) | 5 июня 1554     | 26 ноября 1570  | 26 ноября 1570                  | 25 марта 1571                                         | 30 мая 1574 смерть супруга    | 22 января 1592  | Карл IX     |
|             | Луиза де Водемон      | Лотарингия                    | 30 апреля 1553  | 13 февраля 1575 | 13 февраля 1575                 | Не коронована                                         | 2 августа 1589 смерть супруга | 29 января 1601  | Генрих III  |
| Изображение | Имя                   | Дом                           | Рождение        | Брак            | Королева с                      | Коронация                                             | Королева до                   | Смерть          | Муж         |

## Дом Бурбонов(Вандомскаяветвь) из династии Капетингов
| Изображение | Имя                                     | Дом                         | Рождение         | Брак                                         | Королева с                       | Коронация     | Королева до                     | Смерть                  | Муж               |
| ----------- | --------------------------------------- | --------------------------- | ---------------- | -------------------------------------------- | -------------------------------- | ------------- | ------------------------------- | ----------------------- | ----------------- |
|             | Маргарита де Валуа                      | Валуа-Ангулемы              | 14 мая 1553      | 18 августа 1572                              | 2 августа 1589                   | не коронована | 1599 развод                     | 27 мая 1615             | Генрих IV Великий |
|             | Мария Медичи                            | Медичи                      | 26 апреля 1573   | 5 октября 1600                               | 5 октября 1600                   | 13 мая 1610   | 14 мая 1610 смерть мужа         | 3 июля 1642             | Генрих IV Великий |
|             | Анна Австрийская                        | Габсбурги (Испанская ветвь) | 22 сентября 1601 | 24 ноября 1615                               | 24 ноября 1615                   | не коронована | 14 мая 1643 смерть мужа         | 20 января 1666          | Людовик XIII      |
|             | Мария Тереза Австрийская                | Габсбурги (Испанская ветвь) | 10 сентября 1638 | 9 июня 1660                                  | 9 июня 1660                      | не коронована | 30 июля 1683                    | 30 июля 1683            | Людовик XIV       |
|             | Мария Лещинская                         | Лещинские                   | 23 июня 1703     | 4 сентября 1725                              | 4 сентября 1725                  | не коронована | 24 июня 1768                    | 24 июня 1768            | Людовик XV        |
|             | Мария-Антуанетта Австрийская            | Габсбург-Лотарингские       | 2 ноября 1755    | 19 апреля 1770 (по доверенности) 16 мая 1770 | 10 мая 1774                      | не коронована | 21 сентября 1792 свержение мужа | 16 октября 1793 казнена | Людовик XVI       |
|             | Мария-Жозефина-Луиза Савойская (де юре) | Савойский дом               | 2 сентября 1753  | 16 апреля 1771                               | 16 июня 1795 провозглашение мужа | не коронована | 13 ноября 1810                  | 13 ноября 1810          | Людовик XVIII     |
| Изображение | Имя                                     | Дом                         | Рождение         | Брак                                         | Королева с                       | Коронация     | Королева до                     | Смерть                  | Муж               |

## Династия Бонапартов
| Изображение | Имя                                                               | Дом                  | Рождение        | Брак                                          | Королева с                                    | Коронация      | Королева до                     | Смерть          | Муж        |
| ----------- | ----------------------------------------------------------------- | -------------------- | --------------- | --------------------------------------------- | --------------------------------------------- | -------------- | ------------------------------- | --------------- | ---------- |
|             | Мари Роз Жозефа Таше де ла Пажери, именуемая императрица Жозефина | де ла Пажери         | 23 июня 1763    | 9 марта 1796                                  | 18 мая 1804 воцарение супруга                 | 2 декабря 1804 | 10 января 1810 развод           | 29 мая 1814     | Наполеон I |
|             | Мария-Луиза Австрийская, герцогиня Пармская, императрица          | Габсбурги-Лотарингия | 12 декабря 1791 | 11 марта 1810 (по доверенности) 1 апреля 1810 | 11 марта 1810 (по доверенности) 1 апреля 1810 | Не коронована? | 6 апреля 1814 отречение супруга | 17 декабря 1847 | Наполеон I |
| Изображение | Имя                                                               | Дом                  | Рождение        | Брак                                          | Королева с                                    | Коронация      | Королева до                     | Смерть          | Муж        |

## Дом Бурбонов(Вандомскаяветвь) из династии Капетингов
| Изображение | Имя                      | Дом     | Рождение        | Брак      | Королева с                        | Коронация     | Королева до                      | Смерть          | Муж           |
| ----------- | ------------------------ | ------- | --------------- | --------- | --------------------------------- | ------------- | -------------------------------- | --------------- | ------------- |
|             | Мария Тереза Французская | Бурбоны | 19 декабря 1778 | июнь 1799 | 2 августа 1830 в течение 20 минут | не коронована | 2 августа 1830 отречение супруга | 19 октября 1851 | «Людовик XIX» |
| Изображение | Имя                      | Дом     | Рождение        | Брак      | Королева с                        | Коронация     | Королева до                      | Смерть          | Муж           |

## Дом Бурбонов(Орлеанскаяветвь) из династии Капетингов
| Изображение | Имя                         | Дом                 | Рождение       | Брак           | Королева с                       | Коронация     | Королева до                       | Смерть        | Муж          |
| ----------- | --------------------------- | ------------------- | -------------- | -------------- | -------------------------------- | ------------- | --------------------------------- | ------------- | ------------ |
|             | Мария Амалия Неаполитанская | Бурбоны Сицилийские | 26 апреля 1782 | 25 ноября 1809 | 9 августа 1830 воцарение супруга | Не коронована | 24 февраля 1848 отречение супруга | 24 марта 1866 | Луи-Филипп I |
| Изображение | Имя                         | Дом                 | Рождение       | Брак           | Королева с                       | Коронация     | Королева до                       | Смерть        | Муж          |

## Династия Бонапартов
| Изображение | Имя                             | Дом     | Рождение   | Брак           | Королева с     | Коронация     | Королева до                               | Смерть       | Муж                   |
| ----------- | ------------------------------- | ------- | ---------- | -------------- | -------------- | ------------- | ----------------------------------------- | ------------ | --------------------- |
|             | Евгения де Монтихо, императрица | Монтихо | 5 мая 1826 | 30 января 1853 | 30 января 1853 | не коронована | 4 сентября 1870 свержение с престола мужа | 11 июля 1920 | Наполеон III Бонапарт |
| Изображение | Имя                             | Дом     | Рождение   | Брак           | Королева с     | Коронация     | Королева до                               | Смерть       | Муж                   |

## Регентши Франции
Ряд французских королев были регентшами на время отсутствия своих мужей или в малолетство своих сыновей:
- Анна Ярославна, 1060—1066, в течение малолетства своего сына, Филиппа I.
- Адель Шампанская, 1190—1192, пока её сын Филипп II Август участвовал в 3-м крестовом походе.
- Бланка Кастильская:
  - 1226—1234: в течение малолетства своего сына, Людовика IX.
  - 1248—1252: пока её сын участвовал в крестовом походе.
- Жанна Хромоножка неоднократно управляла государством пока её муж (Филипп VI) участвовал в военных действиях.
- Изабелла Баварская (в период 1393—1420) во время безумия своего мужа Карла VI.
- Екатерина Медичи:
  - 1552: Во время участия мужа, Генриха II, в военной кампании против Меца.
  - 1560—1563: В течение малолетства 2-го сына, Карла IX.
  - 1574: Во время отсутствия 3-го сына, Генриха III, в Польше.
- Мария Медичи, 1610—1614, во время малолетства своего сына, Людовика XIII.
- Анна Австрийская, 1643—1651, во время малолетства своего сына, Людовика XIV.
- Евгения де Монтихо, три раза во время отсутствия своего мужа, Наполеона III.

## Мадам де Ментенон
Мадам де Ментенон была фавориткой короля Людовика XIV, c которой он тайно обвенчался зимой 1683—1684 годов. Брак был совершён архиепископом Парижским (François Harlay de Champvallon) в присутствии исповедника короля Пер ла Шеза, маркиза де Моншеврёй (Henri de Mornay), шевалье де Форбена (Claude de Forbin) и Бонтемпа. Из-за неравнородности супругов брак был морганатическим и никогда официально не объявлялся. Поэтому мадам де Ментенон была лишь супругой короля и никогда королевой Франции.